# 稚拙
| ウィキペディアには「稚拙」という見出しの百科事典記事はありません（タイトルに「稚拙」を含むページの一覧/「稚拙」で始まるページの一覧）。 代わりにウィクショナリーのページ「稚拙」が役に立つかもしれません。 |